# 宮原禎次

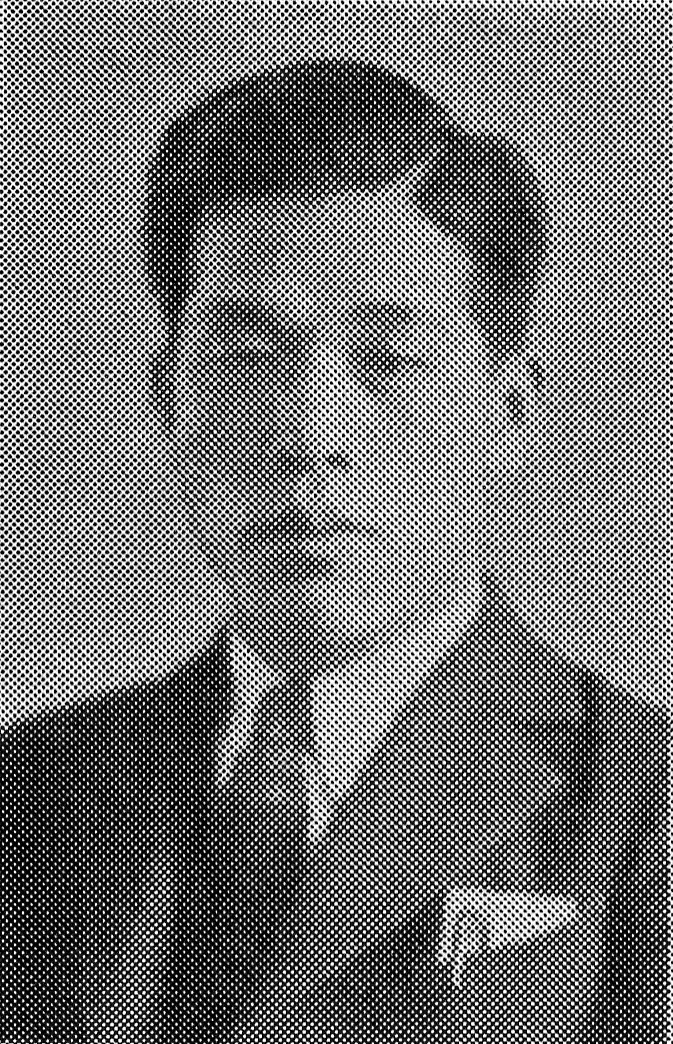
宮原禎次（1934年頃）

宮原 禎次（みやはら ていじ、1899年3月8日 - 1976年1月21日）は、日本の作曲家。岡山県出身。
岡山師範学校、東京音楽学校師範科卒業し、岡山師範学校に勤務。山田耕筰、エルウィン・クリストフ、アドルフ・シュルツに師事する。
1934年国立音楽学校作曲科教授、1937年より神戸女学院教授、1954年から1976年まで武庫川女子大学音楽学部教授を歴任。
実弟・宮原康郎と共に、「国民歌謡」（1936年 - 1941年）の作曲にも寄与した。

## 作品

### 歌劇・舞台音楽
- 歌劇「リシュヤシュリンカ」（1931年）
- バレエ音楽「金魚」（1934年）
- 放送歌劇「幻の乱舞」（1935年）
- 歌劇「牡丹燈籠」（1936年）
- バレエ音楽「萬葉抄」（1938年）
- バレエ音楽「雪女」（1938年）
- バレエ音楽「総力」（1941年）
- 放送歌劇「かぐや姫」（1944年）
- 歌劇「音戸の瀬戸」
- 歌劇「まぼろし五橋」（二期会上演）
- 歌劇「五重塔」

### 管弦楽曲
- 歌劇「玉藻前」序曲（1933年）
- 交響詩「源氏物語」（アルト独唱付、1935年）
- 歌劇「玉藻前」前奏曲（合唱付、1937年）
- 交響曲第1番（1937年作曲）
- ピアノと管弦楽のための交響曲第2番「日本俚謡の主題による交響的ピアノ協奏曲」（JOAKの委嘱により、1938年「国民詩曲」のひとつとして作曲）
- 出征の友に捧ぐる交響曲（1939年初演。楽譜不明。交響曲第4番に転用されたとの説がある）
- 磐城盆踊の主題による盆踊幻想曲（1940年）
- 会津盆踊の主題による盆踊幻想曲（1940年）
- 交響詩「大大阪」（合唱付、1940年）
- 学生行進曲（1941年）
- 交響曲第3番「日本古謡による交響曲」（1941年・作曲）
- 交響曲第4番「12月8日」：1942年、大東亜戦争開戦1周年記念として作曲。2003年2月2日、戦後としては初めて本名徹次指揮・オーケストラ・ニッポニカにより復活演奏され、CD化された。[1]
- チェロ協奏曲（1943年）
- 神苑（1943年）
- 雪の変奏曲（1943年）
- 大阪夏祭りの主題によるピアノと管弦楽のための幻想曲（1945年）
- 序曲「戦い」（1945年）
- 序曲「労働」（1946年）
- ヴァイオリン協奏曲（1946年）
- 心の子守唄（1946年、ヴァイオリンと1管編成）
- 村祭変奏曲（1946年）
- 交響曲第5番「広島」（1951年・作曲）
- 交響曲第6番「亡きわが子に贈る交響詩」（娘と息子に先立たれた悲傷を声楽付で表現した曲。1974年作曲）

### 管弦楽編曲
- 千鳥の曲（1931年）
- 茄子とかぼちゃ（1931年）
- 春雨（1931年）
- 春の曲（1933年）
- 老松（1935年）
- 御国の誉れ（1935年）
- 春の曲（1935年）
- 越後獅子（1936年）
- 雛鶴三番叟（1937年）
- 羽衣（1937年）
- 鶴の声（1938年）
- 新浦島（1938年）
- 八千代獅子（1944年）
- 荒城の月幻想曲（1946年）
- 日本組曲3楽章（1946年）

### ピアノ曲
- ピアノ・ソナタ第1番（1916年）
- ピアノ・ソナタ第2番（1918年）
- 「雀々」の変奏曲（1922年）
- 想い出集「桃太郎楽帳」（1935年）
- 譚詩曲（1937年）

### 合唱曲
- 秋の夜（1926年）
- 燕（1926年）
- ねむれよ我児（1928年）
- 月夜（1928年）
- 月三題（1937年、尾上柴舟詞）
- 詩歌組曲「桜アルバム」（1938年、西條八十詞）
- 童謡組曲「太陽と土」（1938年、與田準一詞）
- 組曲「秋風」（1939年、大木惇夫詞）
- 交声曲「美々津の御船出」（1940年）
- 和歌五題（1941年、西行の和歌）
- 葺間の女人（1942年、堀口大學詞）
- 農国新春（1943年、川田順詞）
- カンタータ「平和の父、アンリ・デュナン」（1953年、江間章子詞）

### 独唱曲
- かやの実
- てふてふ
- こんこん小山
- わらひます
- お月夜
- 鳩

### 校歌
- 川越市立高階中学校校歌
- 埼玉県立大宮高等学校校歌
- 伊万里市立伊万里中学校校歌（混声三部合唱）
- 秋田県立秋田工業高等学校校歌
- 緑ヶ丘女子中学校・高等学校校歌
- 岡山市立旭東小学校校歌［作詞は石井楚江］継承中
- 岡山市立出石小学校校歌［作詞は影山潔］ （平成14年3月閉校）
- 岡山師範学校附属小学校（旧制）校歌［作詞は久保田宵二］⇒新制岡山大学教育学部附属小学校でも歌詞を替えて継承。
- 大磯町立大磯小学校校歌